# ستيف وارنر
ستيف وارنر (بالإنجليزية: Stephen James Warner)‏ هو مجدف أمريكي، ولد في 24 مايو 1978 في ليفونيا في الولايات المتحدة.

## وصلات خارجية
- ستيف وارنر على موقع الاتحاد الدولي للتجديف (الإنجليزية)
- ستيف وارنر على موقع اللجنة الأولمبية الدولية (الإنجليزية)
- ستيف وارنر على موقع أوليمبيديا (الإنجليزية)